# Pippa Goldschmidt

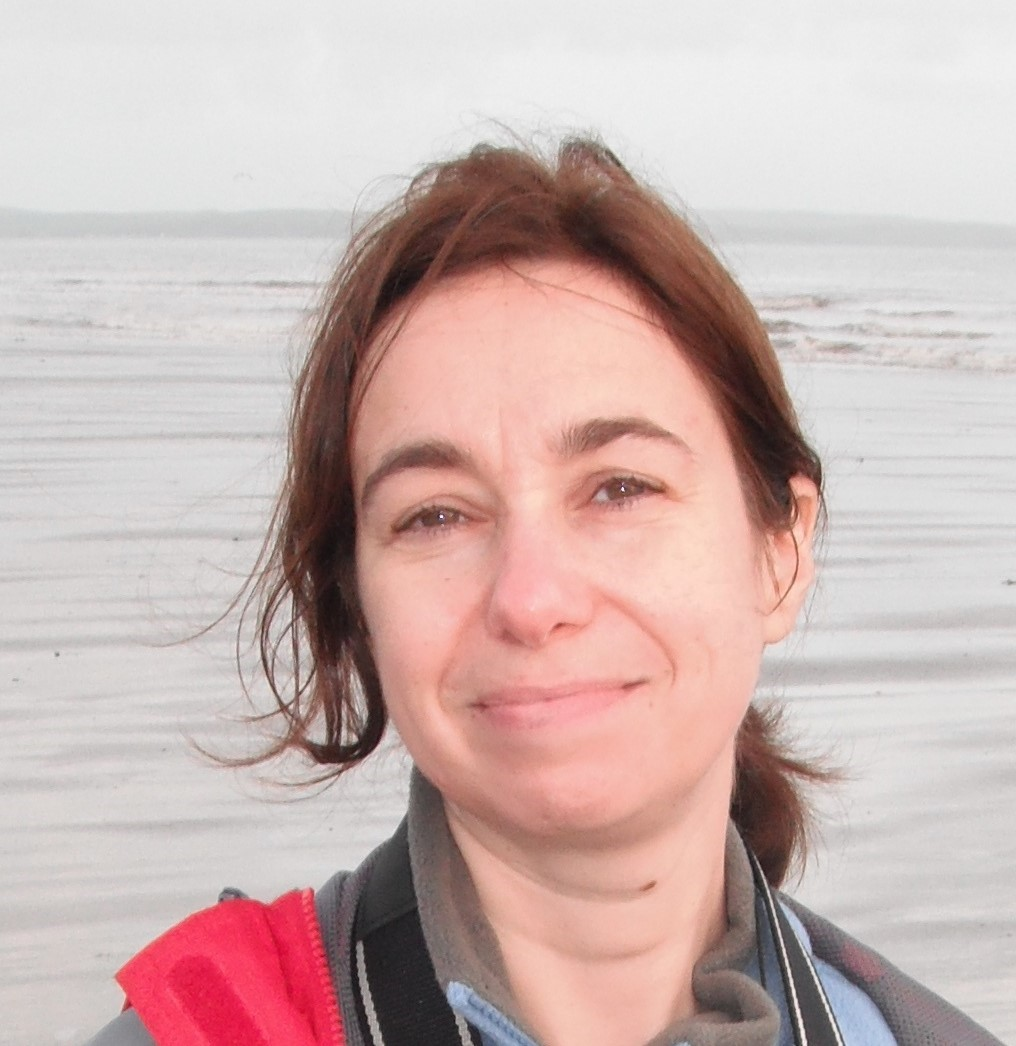
Pippa Goldschmidt (2011)

Pippa Goldschmidt (geb. in London) ist eine britisch-deutsche Schriftstellerin.

## Biografie
Goldschmidts Großvater stammte aus Offenbach und floh 1936 aus dem Dritten Reich nach England.  Sie absolvierte einen Abschluss in Physik mit Astronomie an der University of Leeds und wurde im Fach Astronomie an der University of Edinburgh zur Doktorin promoviert. Anschließend war sie Postdoktorandin an der Queen Mary University und am Imperial College in London und arbeitete danach beim British National Space Centre und beim Ministerium für Handel und Industrie im Bereich der Obdachlosenpolitik für die schottische Regierung sowie in der Offshore-Politik für erneuerbare Energien für die Marine Scotland.
2008 erhielt sie den Master of Letters im Kreativen Schreiben von der University of Glasgow.
2013 wurde ihr Debüt-Roman The Falling Sky und 2015 ihre Kurzgeschichtensammlung The Need for Better Regulation of Outer Space veröffentlicht. 2015 war sie Mitherausgeberin von I am because you are, eine Kurzgeschichtensammlung zum Thema Relativitätstheorie, welche anlässlich des 100. Jahrestages von Einsteins Allgemeiner Relativitätstheorie veröffentlicht wurde. 
Goldschmidt war Writer in Residence am ESRC Geonomics Policy and Research Forum, am Fachbereich Physik und Astronomie der University of Edinburgh, beim Wigtown Book Festival in Heidelberg und ist Writer in Residence an der University of Edinburgh in der Abteilung für Wissenschafts-, Technologie- und Innovationsstudien.
Anfang 2020 zog sie mit ihrem Partner von Edinburgh nach Frankfurt am Main um. Sie ist Mitgründerin des PEN Berlin.

## Veröffentlichungen (Auswahl)
- als Hrsg. mit Tania Hershman, Helen Sedgwick: I Am Because You Are. An Anthology of New Writing Celebrating the Centenary of Einstein's General Theory of Relativity. Freight Books, 2015, ISBN 978-1910449264.

Übersetzungen in deutscher Sprache
- Der südlichste Punkt. Übersetzung ins Deutsche von Zoë Beck, Hamburg 2013, ISBN 978-3-944818-19-1.
- Weiter als der Himmel. Übersetzung ins Deutsche von Zoë Beck. Weidle Verlag, Bonn 2015, ISBN 978-3-938803-65-3.
- Von der Notwendigkeit, den Weltraum zu ordnen. Übersetzung ins Deutsche von Zoë Beck. Culturbooks, Hamburg 2018, ISBN 978-3-944818-45-0.

## Auszeichnungen und Ehrungen
- Weiter als der Himmel war in der engeren Auswahl für den "Dundee International Book Prize" (2012)
- "Scottish Book Trust New Writers Award" (2012)
- In der Auswahl für den "Frank O`Connor International Short Story Award" (2015)
- Suffrage Science Award (2016)
- In der Auswahl für den "Edge Hill Short Story Prize" (2016)